# U.S. Highway 192
Der U.S. Highway 192 (auch U.S. Route 192 oder US 192) ist ein Highway, der auf 120 km Länge innerhalb des Bundesstaates Florida von Four Corners nach Indialantic verläuft.
Der Highway trägt von Four Corners bis Kissimmee die verdeckte Bezeichnung Florida State Road 530.